# Draanjik River
Der Draanjik River, bis zum 29. April 2014 offiziell als Black River bekannt, ist ein etwa 250 Kilometer langer, linker Nebenfluss des Porcupine River im US-Bundesstaat Alaska.

## Verlauf
Der Draanjik River hat seinen Ursprung in den West Nahoni Mountains nördlich dem Flusslauf des Yukon River. Er fließt in überwiegend nordwestlicher Richtung und nimmt dabei die rechten Nebenflüsse Grayling Fork Black River und Salmon Fork Black River auf, welche beide ihre Quelle im kanadischen Yukon-Territorium haben. Der Draanjik River fließt fast vollständig innerhalb des Yukon Flats National Wildlife Refuge. Am Unterlauf liegt die Siedlung Chalkyitsik. Hier weist der Draanjik River eine Vielzahl an engen Flussschlingen auf. Er mündet schließlich 25 Kilometer nordöstlich von Fort Yukon in den Porcupine River.